# Brazilian wax
Brazilian wax of Brazilian waxing is harsen (een ontharingsmethode) voor de schaamstreek en de intieme delen. Bij het uitvoeren van Brazilian wax noemt men het smalle strookje schaamhaar dat men soms op de venusheuvel laat staan ook wel Braziliaans streepje.

## Techniek
In tegenstelling tot de klassieke bikinilijn verwijdert men bij het uitvoeren van Brazilian wax al het schaamhaar van de schaamstreek en de intieme delen (de schaamlippen, bilnaad (perineum) en rond de anus), door middel van een speciale was, waardoor de haren worden verwijderd met inbegrip van de haarwortel. Daardoor blijven de haren langer weg dan bij scheren.

## Intiem ontharen
In het begin van de 21ste eeuw is het ontharen van de bikinilijn en de intieme delen, zowel door middel van scheren als door harsen, voor de meeste jonge vrouwen in West-Europese landen vanzelfsprekend geworden en 82% à 88% doet dit dan ook regelmatig, zo blijkt uit de resultaten van verschillende onderzoeken en enquêtes.
In veel vrouwenbladen, zowel op papier als online, en op internetforums komt het onderwerp ook regelmatig aan bod en staan op verschillende websites, zoals Sexwoordenboek.nl van Hilde van der Ploeg, Allesoverseks.be van Sensoa en Seksvraagbaak.nl tips en advies over ontharingstechnieken voor de intieme delen.
Ook mannen kiezen steeds meer voor het al dan niet volledig verwijderen of kort trimmen van het schaamhaar van de schaamstreek, de penis, scrotum en bilnaad (perineum).

## Vormen
- Bikinilijn: enkel het schaamhaar dat bij het dragen van een bikini publiekelijk zichtbaar is wordt verwijderd.
- Driehoekje: een klein driehoekje schaamhaar op de venusheuvel boven de schaamlippen blijft staan (ook wel triangle genoemd).
- Figuurtje: een figuurtje van schaamhaar op de venusheuvel boven de schaamlippen blijft staan, bijvoorbeeld een hartje (ook wel valentine genoemd).
- Streepje: een smal strookje schaamhaar op de venusheuvel boven de schaamlippen blijft staan (ook wel landingsbaan of Braziliaans streepje genoemd).
- Full wax: alle schaamhaar wordt verwijderd (ook wel hollywood of sphynx genoemd).

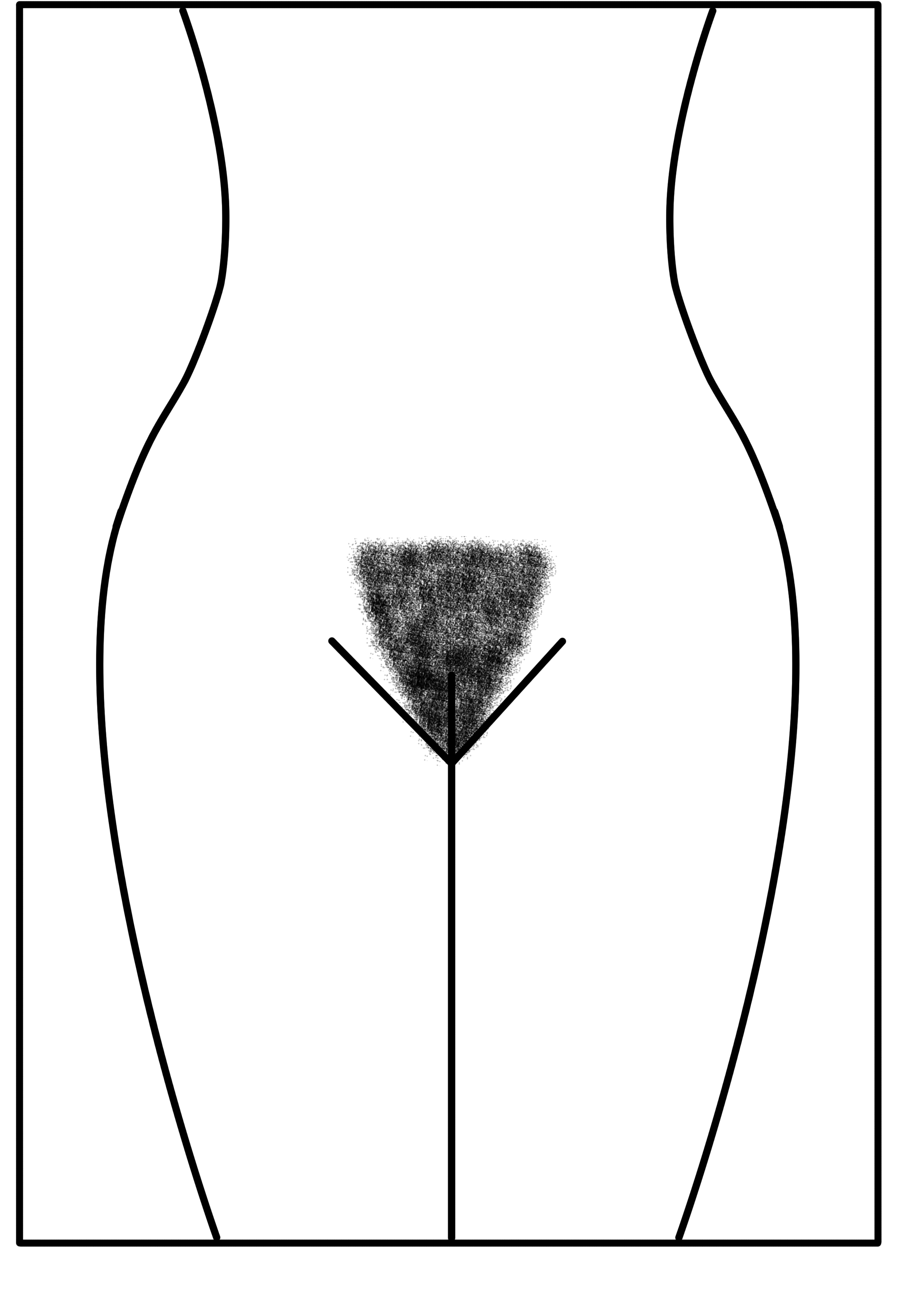
Natuurlijk behaarde schaamstreek
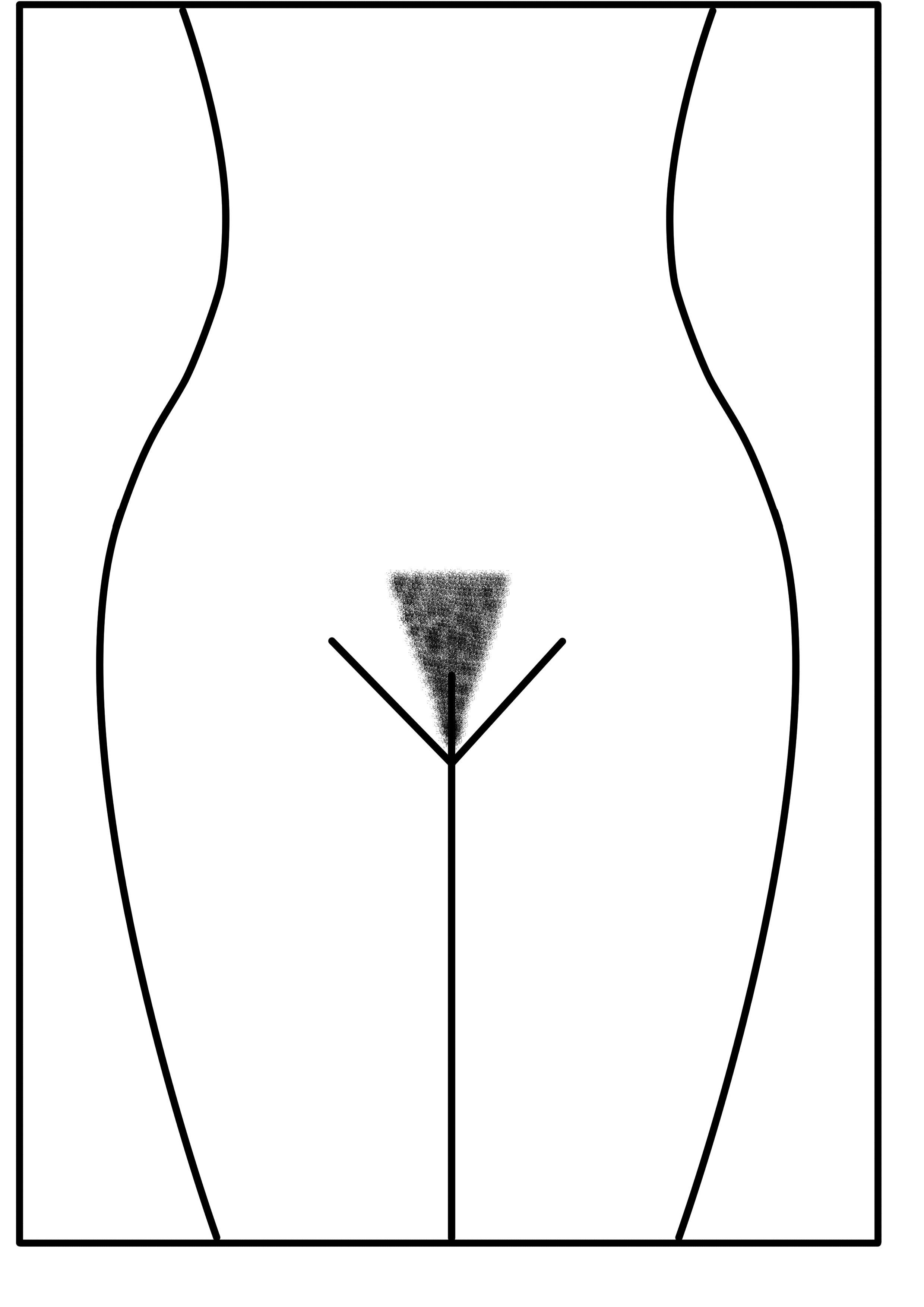
Gewone bikinilijn
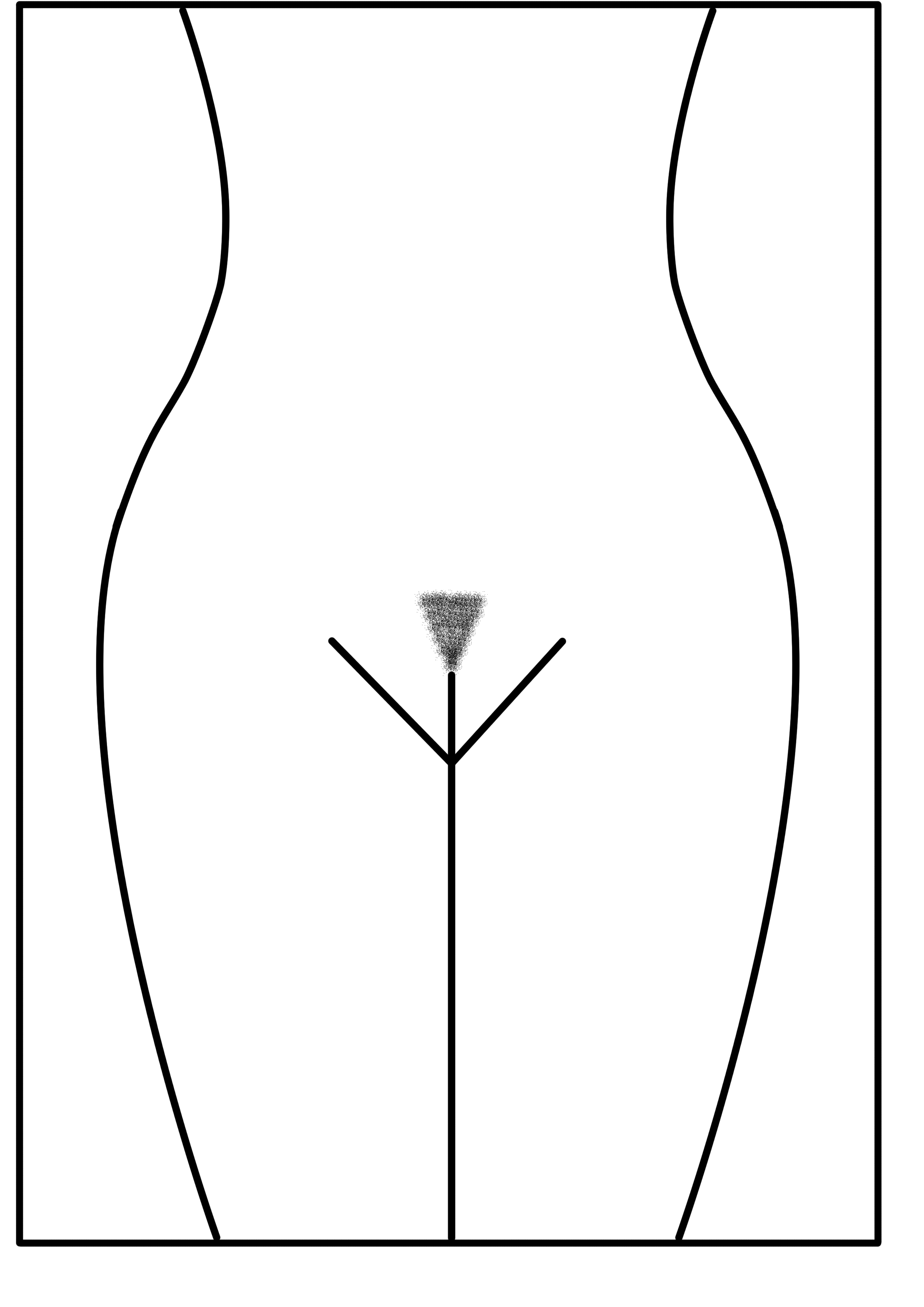
Driehoekje of triangle
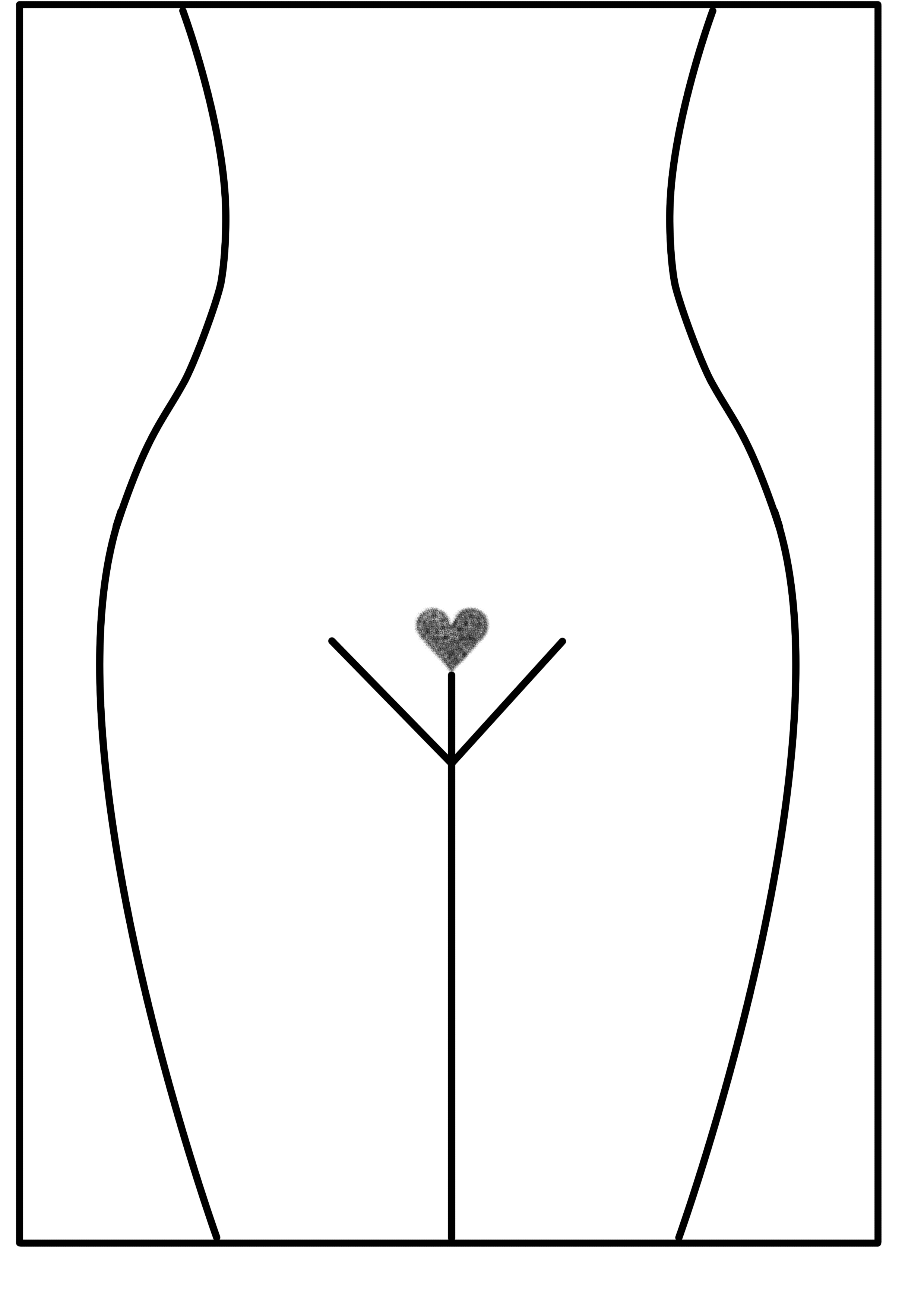
Figuurtje, bijvoorbeeld hartje (ook valentine genoemd)
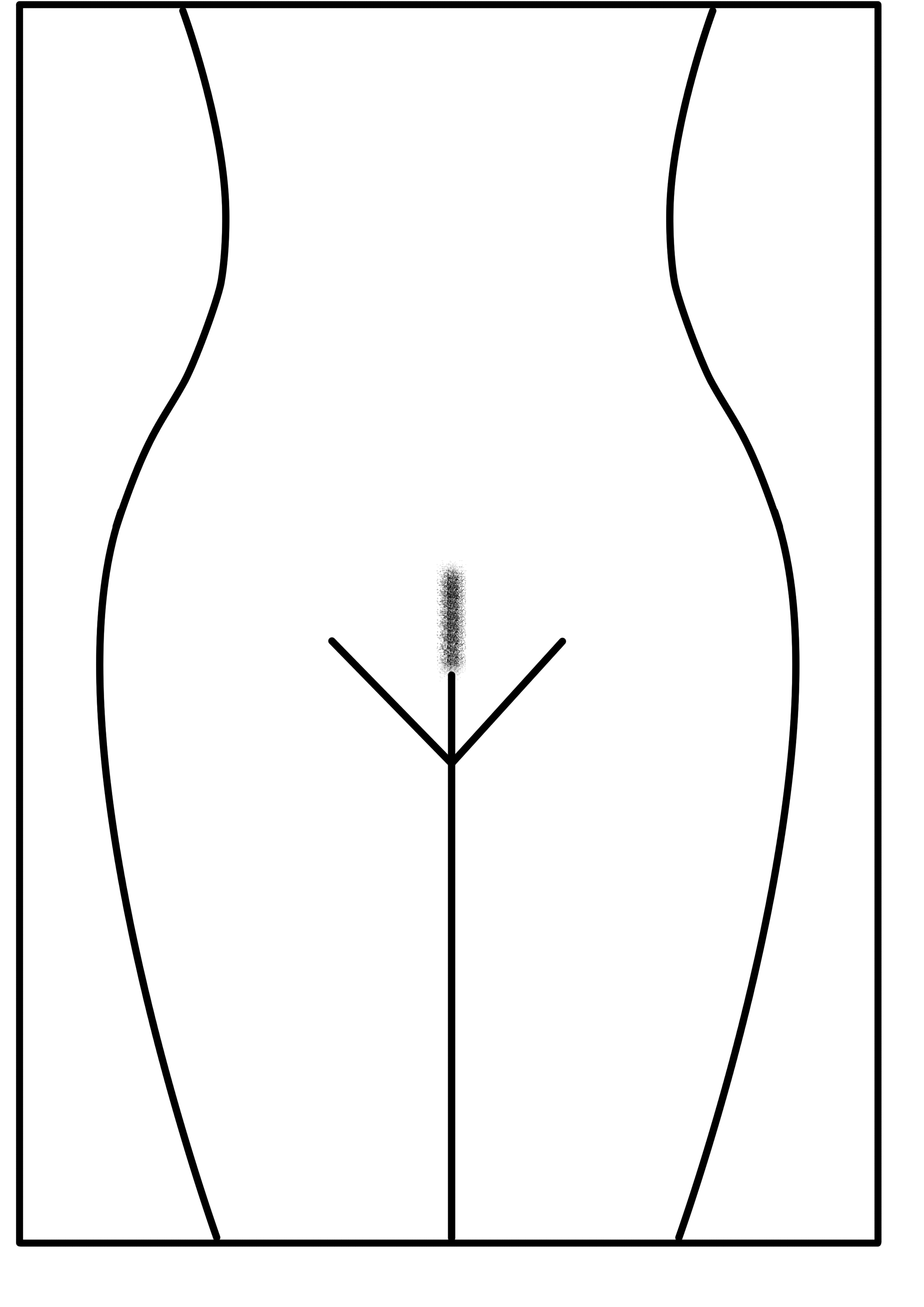
Streepje, Braziliaans streepje of landingsbaan
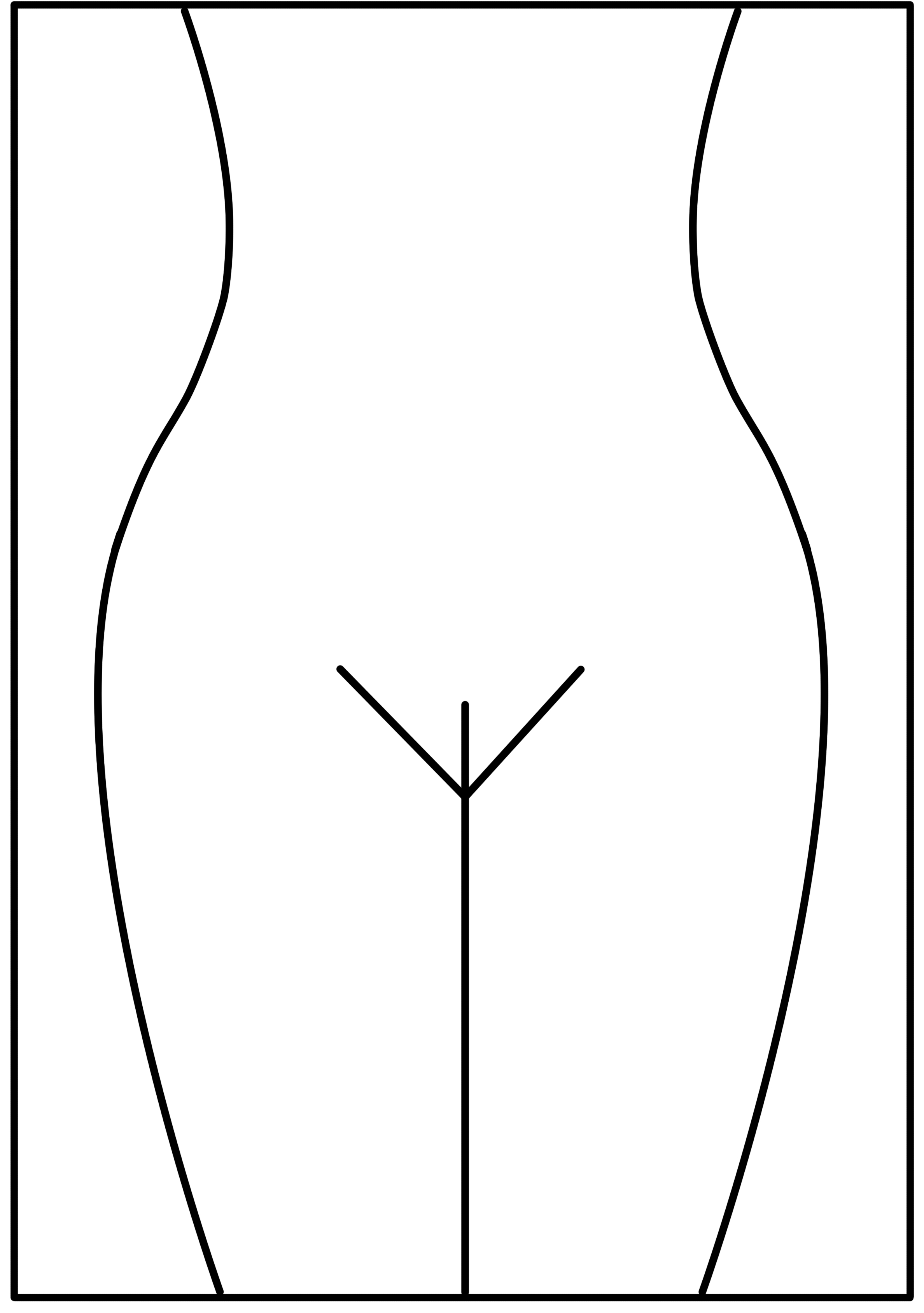
Full wax, hollywood of sphynx

## Motivatie
- Het ontharen van de schaamstreek en de intieme delen doet men voornamelijk uit esthetisch en hygiënisch oogpunt.
- Ook het aangenamer gevoel tijdens het vrijen is vaak een reden voor het ontharen van de schaamstreek.

Uit de resultaten van een studie, uitgevoerd in Duitsland door de Universiteit van Leipzig, bleek dat 88% van de vrouwen (gemiddelde leeftijd 23 jaar) de schaamstreek en de intieme delen onthaart.
Bij een enquête van het Belgische weekblad Flair, waar meer dan 17.000 vrouwen aan deelnamen, kwam men tot dezelfde vaststelling. Uit de resultaten van de enquête blijkt dat de full wax het populairst is, gevolgd door het streepje en driehoekje.
Een wetenschappelijk onderzoek van de seksuologe Kaat Bollen had ongeveer dezelfde cijfers als resultaat. Slechts 5% van de vrouwen gaf aan niets van het schaamhaar te verwijderen. Kernvraag van het onderzoek was of mensen die hun schaamhaar verwijderen betere seks hebben. Het antwoord was dat die stelling voor vrouwen inderdaad op gaat wanneer het schaamhaar uitgebreider dan de bikinilijn verwijderd is. De resultaten van het onderzoek en de opmerkelijkste bevindingen bundelde ze in Het schaamhaarboek.

## Geschiedenis

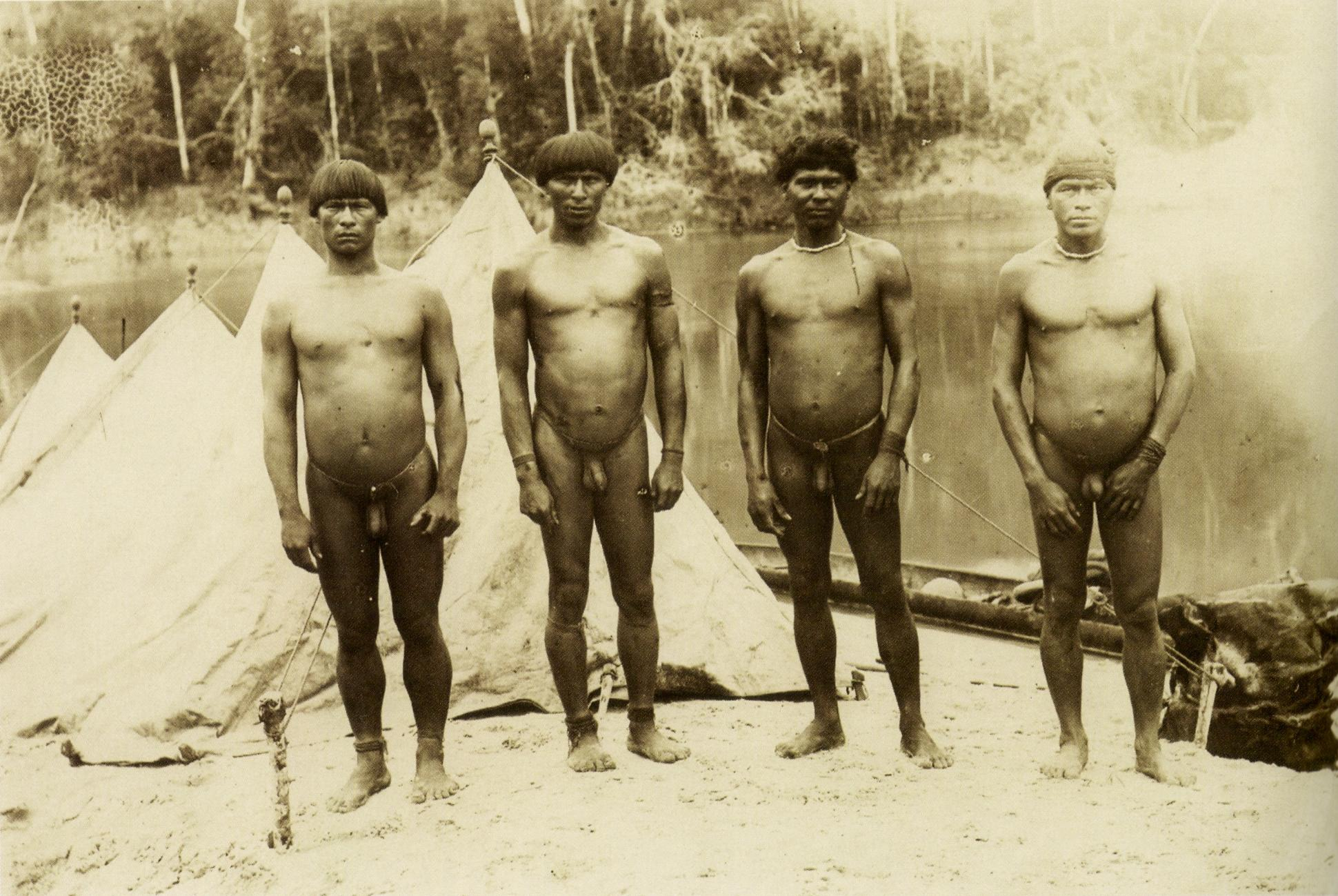
Mehinako-indianen (1894)

Het ontharen van de genitaliën is niets nieuw. Het werd al meerdere eeuwen gedaan in Arabië, Perzië, bij de Grieken en de Romeinen als teken van reinheid, schoonheid en vitaliteit. Het volledig ontharen van de schaamstreek door middel van wax is in de jaren 90 in de kuststeden van Brazilië ontstaan, waar vrouwen op de stranden de steeds populairder wordende kleine bikini's, microkini of G-string begonnen te dragen, waardoor het gebied buiten het bikinibroekje steeds kleiner werd en voor een fatsoenlijke bikinilijn (geen haar buiten het bikinibroekje), volledige ontharing bijna noodzakelijk werd. Deze methode kwam uit de binnenlanden van Brazilië waar het al eeuwen bij de naakte inheemse bevolking zoals in de Mato Grosso bij de Kaiabi, de Kalapalo, de Kamaiurá en de Mehinako gebruikelijk was.

## Doorbraak
Brazilian wax werd pas echt bekend toen het in 1994 in New York, VS door zeven zussen die er eind jaren 80 met een schoonheidssalon (de J. Sisters International Salon) waren begonnen, uit Brazilië werd geïntroduceerd. Onder hun klanten bevonden zich veel beroemdheden en veel van hen, zoals Sarah Jessica Parker, Scarlett Johansson, Eva Longoria, Gwyneth Paltrow, Naomi Campbell en Christy Turlington, maakten er in de media geen geheim van dat ze voor intiem ontharen enkel nog Brazilian wax prefereerden. Hierdoor, en door het aan bod komen ervan in series als Sex and the City, Desperate Housewives en in veel mode- en lifestyle-bladen steeg de belangstelling voor, en populariteit van Brazilian wax.
Meer en meer schoonheidssalons nemen deze door jonge vrouwen steeds meer gevraagde manier van ontharen op in hun aanbod en naar internationaal voorbeeld ontstaan ook in de Lage Landen gespecialiseerde waxsalons. Zij richten zich enkel op het waxen van onder andere de schaamstreek en bieden geen andere behandelingen aan.